# ديزج ملك
ديزج ملك هي قرية في مقاطعة ورزقان، إيران. عدد سكان هذه القرية هو 1,123 في سنة 2006.